# Jesus, Take the Wheel
„Jesus, Take the Wheel” este o piesă country a interepretei americane Carrie Underwood. Cântecul a fost inclus pe albumul de debut al artistei, Some Hearts, fiind lansat ca cel de-al doilea disc single al materialului. „Jesus, Take the Wheel” a obținut locul 1 în Billboard Hot Country Songs, devenind primul single al artistei ce ajunge în vârful clasamentului. De asemenea, discul a obținut clasări de top 20 în Canada și Statele Unite ale Americii.  Pentru interpretarea acestui cântec, Underwood a fost răsplătită cu un premiu Grammy în anul 2007.

## Clasamente
| Clasament                     | Poziția maximă | Referință |
| ----------------------------- | -------------- | --------- |
| Canadian Country Singles      | 1              | [ 6 ]     |
| Canadian Hot 100              | 16             | [ 4 ]     |
| Billboard Hot Country Songs   | 1              | [ 2 ]     |
| Billboard Hot 100             | 20             | [ 3 ]     |
| Billboard Pop 100             | 36             | [ 7 ]     |
| Hot Adult Contemporary Tracks | 23             | [ 7 ]     |
| Billboard Hot Digital Songs   | 18             | [ 7 ]     |